# Maurizio Fondriest
Maurizio Fondriest (nascido em 15 de janeiro de 1965) é um ex-ciclista profissional italiano. Venceu a Volta à Polônia em 1994.